# 46 Boötis
46 Boötis (b Boötis) é uma estrela na direção da Boötes. Possui uma ascensão reta de 15h 08m 23.78s e uma declinação de +26° 18′ 04.3″. Sua magnitude aparente é igual a 5.67. Considerando sua distância de 420 anos-luz em relação à Terra, sua magnitude absoluta é igual a 0.12. Pertence à classe espectral K2III.